# Irene Mohler
Irene Mohler (* 25. Dezember 1939 in Nürnberg) ist eine deutsche Schauspielerin bei Bühne und Fernsehen.

## Leben und Wirken
Die gebürtige Fränkin besuchte in Frankfurt am Main die Staatliche Hochschule für Musik und Darstellende Künste. Ihr Bühnendebüt gab Irene Mohler zu Beginn der 1960er Jahre in Kassel, anschließend ging sie nach Würzburg. Danach arbeitete die blonde Künstlerin freischaffend, ging auf Gastspielreisen und wirkte auch für den Hörfunk. Ab 1966 sah man sie auch für gut ein Jahrzehnt in Fernsehfilmen, die jedoch nur wenig Eindruck hinterließen. 

## Filmografie
- 1966: O Wildnis
- 1969: Der vierte Platz
- 1969: Al Capone im deutschen Wald
- 1970: Eine große Familie
- 1972: Tatort: Kennwort Gute Reise
- 1975: Dein gutes Recht (TV-Reihe, eine Folge)
- 1977: Notarztwagen 7 (TV-Serie, eine Folge)